# Максі-ТВ
Максі-ТВ (до грудня 2013 року — Maxxi-TV) — колишній кабельний та супутниковий канал. Позиціонував себе як перший український телеканал для жінок. 

## Про телеканал
Аудиторія на яку був розрахований «Максі-ТВ» — жінки, які незалежно від сфери діяльності займають активну життєву позицію, ставлять родину на перше місце, стежать за здоров'ям та зовнішністю, а також прагнуть самовдосконалення.
Ефір був повністю присвячений жіночим інтересам: сім'я та кар'єра, краса та здоров'я, самовдосконалення та розвиток. Також у сітці мовлення були публіцистичні програми. Телеканал розповідав жінкам про великих жінок та чоловіків світу цього, про прості та смачні рецепти для дому та свят. Були програми про секрети психології і тонкощі жіночої логіки, про відносини між чоловіком і жінкою, батьками та дітьми, про кохання та пристрасть, а також унікальні документальні стрічки. В перші роки мовлення був також фільмопоказ — радянське та європейське кіно, класика світового кінематографу. Також в ефірі транслювались програми каналу-телемагазину «Boutique TV».
Керівники «Максі-ТВ» робили ставку на програми про людські взаємовідносини і все те, що цікаво жінкам. Телеканал давав жінкам корисні поради, допомагав у вирішенні проблем. Також в ефірі були гороскопи різного виду — любовний, кар'єра, здоров'я та загального характеру. 
На нашому каналі ви не побачите великих форматів. Наше завдання — створювати програми, які максимально відповідають інтересам аудиторії та відповідають принципу «вдале поєднання ціни та якості». Ми намагаємося, щоб усі програми були не лише розважальними, а й пізнавальними.
<...> Прагнемо створювати гарний настрій своїм глядачам, тримати їх у курсі модних новинок, кінопрем'єр; знайомити із цікавими персоналіями.— Ольга Казберова, директор і продюсер каналу
Головною відмінністю «Максі-ТВ» була його взаємодія з глядачами — на каналі проводилися регулярні інтерактивні опитування, що давало керівництву телекомпанії розуміння, чи зміст нового каналу відповідає інтересам сучасної жінки з активною життєвою позицією. Телеканал давав поради жінкам, як орієнтуватися в сучасному житті: як влаштуватися на роботу, виховувати дитину та вибудовувати взаємини з чоловіком, як вибрати товар чи послугу, зробити будинок затишним та комфортним, куди піти провести час і як добре виглядати.
Наприкінці 2011 року «Максі-ТВ» вніс зміни щодо деякого закупівельного контенту. Телеканал замінив всю телесеріальну лінійку на радянські художні фільми, які збільшили цифри цього слоту в кілька разів. Радянські мультфільми також залишили далеко позаду показники перегляду іноземних мультфільмів на телеканалі.
Протягом кількох років ми експериментували з різними жанрами кінопоказів, телесеріалів та зрозуміли, що нашим глядачам до смаку короткі сімейні комедії та художні фільми. Мильні опери, нескінченні любовні трикутники, вихід з яких буде зрозумілий через 200 серій — це не для нашого телеканалу.— Ольга Казберова
Одночасно з появою супутникового каналу розпочалась його трансляція по Інтернету. Також планувалось, що спеціально для жінок там з'являться центри психологічної допомоги.
Телеканал вів цілодобове мовлення, кількість власного та вітчизняного продукту складала більше половини ефірного часу. 
Засновник та власник «Maxxi-TV» — група компаній «Maxximum», до якої також входять будинок продажів «Maxхimum Advertising», що реалізує рекламні можливості телеканалів «Ru Music», «News One», ТРК «Київ», «Київська Русь», та рекламне агентство «Максимум консалтинг».

## Програми
- Обличчя речей. Ведуча — Діана Дорожкіна. Дизайнер та модельєр переконана, що характер людини можна безпомилково визначити за речами, які перебувають у неї в будинку. Смак — за стилем його одягу. Статус та суть — по житлу[13].
- Кухня на шпильках. Ведуча — відомий ресторатор Маргарита Січкар. Ця програма — уособлення сучасної успішної жінки, яка розумна, красива, має відмінне почуття гумору, але при цьому ще й смачно готує[13].
- Східні танці. Ведуча — танцюристка, учасниця проекту «Україна має талант» Алла Кушнір. Програма, яка допомогала жінкам відкрити себе з нової сторони. Ведуча допомогала глядачкам пізнати себе за допомогою світу грації та пластики[13].
- Йога[14]. Ведуча —  Каріна Харчинська, модель, майстер із йоги та тілесних практик. Програма допомагала відкрити для себе східні практики навіть найзайнятішим жінкам[13].
- Жіночі одкровення. Ведуча — директор та продюсер каналу Ольга Казберова. Ця прогрма — це розмова про місце сучасної дами в цьому світі, її ролі у долі країни та суспільства[13].
- Видатні жінки — публіцистичний проект, який розповідав про життя відомих у світі жінок, «які вирішували долі не менш відомих чоловіків і цілих країн». Серед них Маргарет Тетчер, Леся Українка, Мерилін Монро, Валентина Терешкова та інші. Програма тривалістю 5–7 хвилин виходила 4–5 разів на день[15].
- Видатні чоловіки
- ВСЕ про ВСЕ
- Ukrainian Fashion Week
- Стрип-денс
- Скинь зайве
- У ритмі танцю
- Розмови про ЦЕ...
- В стилі жінки
- Туристичний гід
- Архітектура стилю
- Тренуйся для себе
- Ф-стиль
- Соціум
- Подорожуй світом
- MaxxiМузика
- Казка для тебе
- Путівник вихідного дня
- КіноМаксі
- Ігри пристрасті
- Джунглі шоу-бізнесу
- Поетична крапель
- Складне питання
- Кулінарний преферанс
- Лоліта. Без комплексів
- Опівнічки
- Тур-Гламур
- Модні штучки
- Ранок у стилі Максі
- Нічні фантазії[16]
- Камасутра. Нові горизонти кохання[17]
- Тантра. Йога кохання

## Мовлення
Ліцензію на мовлення телеканалу було видано ще у грудні 2005 року. Через півтора року, влітку 2017, його концепцію було перереєстровано в Національній раді України з питань телебачення і радіомовлення. Почав телеканал мовлення 1 вересня 2007 року на супутнику, а згодом і в кабельних мережах.
Приблизно з кінця 2007 року і до 15 липня 2008 року в ефірі аналогового київського каналу «Купол» (56 ТВК) ретранслювалися блоки програм виробництва телеканалу «Максі-ТВ», які періодично переривалися для виходу власних програм «Купола». 
З 8 березня 2010 року телеканал «Максі-ТВ» став доступний у цифрових пакетах телекомунікаційного провайдера компанії «ВОЛЯ», перейшов із розширеного пакету «Всесвіт» до базового пакету «Україна і світ». Після проведених переговорів між дирекцією телеканалу «Максі-ТВ» та компанією «ВОЛЯ» було прийнято рішення про перехід телеканалу в більш доступний телевізійний пакет в зв'язку з тим, що початок року ознаменувався на телеканалі небувалою активністю та посиленою роботою зі збільшення частки аудиторії.
7 листопада 2018 року о 6-й ранку в мережі мовлення «Максі-ТВ» розпочав мовлення новий канал Євгена Мураєва «НАШ». Щоб мовити відповідно до ще непереоформленої ліцензії ТОВ «Наша Прага» спочатку логотип каналу поєднував в собі старий і новий логотипи: «Максі-ТВ незабаром НАШ». Мовлення телеканалу «НАШ» почалося рапотово — ніяких змін в програмі передач «Максі-ТВ» на тиждень з 5 по 11 листопада не було. Тільки з наступного тижня в програмах значилося, що о 6:00, 14:00 і 22:00 «Тестове мовлення телеканалу НАШ». Пізніше канал ще раз змінив назву на «НАШ МАКСІ-ТВ». 
14 квітня 2021 року розпочалося мовлення нового телеканалу під логотипом «Максі-ТВ», однак в ефірі каналу транслювалися програми каналу «НАШ» із затримкою 5-6 секунд. Через ретрансляцію 13 травня 2021 року Нацрада призначила перевірку «Максі-ТВ». На засіданні директор каналу «НАШ» Олена Рудік пояснила це тим, що канал має постійний контракт з телеканалом «Максі-ТВ» на використання своїх програм в їхньому ефiрi. І, коли «Максі-ТВ» вирішили транслюватися на супутнику, що відповідає їх ліцензії, то «НАШ» надав можливість транслювати свої програми.

## Логотипи
| Логотип | Опис |
| ------- | --- |
|         | Перший логотип з 1 вересня 2007 до грудня 2013 року. В ефірі був білого кольору та без напису «жіночий телеканал». Знаходився у правому верхньому куті.  |
|         | Другий логотип. З грудня 2013 року по 2015 рік в ефірі був білого кольору. Знаходився там само.                                                          |
|         | Третій логотип. З 2016 до 2018 року в ефірі був рожевого кольору та з написом «жіночий телеканал» чорного кольору; у 2018 році став білим та без напису. |